# Anisodes mezclata
Anisodes mezclata là một loài bướm đêm trong họ Geometridae.